# Mejrup Kirke
Mejrup Kirke ligger i landsbyen Mejrup Kirkeby (nu en bydel i Holstebro) i Mejrup Sogn, Holstebro Kommune (Viborg Stift).

## Bygning og inventar
Den ældste del af kirken er bygget af kvadersten i romansk stil, mens hvælvingerne er i gotisk stil. Våbenhuset, tårnet og indgangsportalerne er opført i tegl.
Altertavlen fra 1768 er i barokstil og har som hovedmotiv Jesus på korset med Jesu moder og Johannes Døberen, der kigger på. Elementer på tavlen stammer fra en tidligere ødelagt altertavle. Den romanske døbefont i granit er fra det 1200-1300-tallet, mens dåbsfadet med syndefaldet som motiv er fra 1500-tallet.
Kirken har tidligere været fyldt med kalkmalerier, der er skabt ad flere omgange. Der er ikke bevaret så mange af dem; de fleste af de bevarede er fra 1500-tallet, blandt andet billedet af Sankt Jørgen og dragen i våbenhuset (omkring 1520-40) og et billede af en kvinde i koret (omkring 1550-1560).
Der er to klokker: Et fra 1474 og et fra 1974, der bærer navnene Anna og Maria. Prædikestolen er fra omkring år 1600. På det er anført året 1787, men det var det år, hvor den blev stafferet. Lydhimlen fra 1648 har skriftsteder fra det Gamle Testamente samt en due og fire engle.

## Historie
Mejrup Kirke blev opført omkring år 1200 af cisterciensemunkene fra Tvis Kloster lidt syd herfor. Koret og skibet udgør den ældste del af kirken. Det oprindelige bræddeloft blev i perioden 1442-1516 erstattet af de stadigt eksisterende hvælvinger, mens våbenhuset blev tilføjet i 1520-40, og tårnet samt indgangsportalerne kom til senere endnu.
Efter reformationen overgik kirken efter en strid med biskop Oluf Munk, der havde overtaget Tvis Kloster, til kronen i 1554. I 1696 blev den solgt tilbage til Tvis Kloster, der nu var ejet af Anne Dyre, og den forblev under dette gods, indtil to andre herremænd i området købte den i 1803. De solgte jorden fra i bidder i de kommende år, til der i 1811 kun var selve kirkeområdet tilbage; kaldsretten var gået tilbage til kronen. Kort efter 1900 overgik kirken til selveje.
Kirken var under trediveårskrigen blevet hærget af Wallensteins tropper, da de hærgede op gennem Jylland i 1627. De satte ild til kirken, hvilket gik ud over blandt andet vinduer, altertavlen, kirkekisten og klokken.